# ذبيبينة
الذُبَيْبِينة (الاسم العلمي: Moluccella) هي جنس من النباتات يتبع الفصيلة الشفوية من رتبة الشفويات.

## أنواع الذبيبينة
- ذبيبينة أوشيرية (الاسم العلمي:Moluccella aucheri)
- ذبيبينة بخارية (الاسم العلمي:Moluccella bucharica)
- ذبيبينة فيدتشنكوية (الاسم العلمي:Moluccella fedtschenkoana)
- ذبيبينة ناعمة (الاسم العلمي:Moluccella laevis)
- ذبيبينة أولغاوية (الاسم العلمي:Moluccella olgae)
- ذبيبينة غسيانية (الاسم العلمي:Moluccella otostegioides)
- ذبيبينة سوقديانية (الاسم العلمي:Moluccella sogdiana)
- ذبيبينة شوكية (الاسم العلمي:Moluccella spinosa)